# Isa Mustafa
Isa Mustafa, född  den 15 maj 1951 i Pristina i Kosovo i dåvarande Jugoslavien, är en kosovoalbansk politiker. Från 2010 till 2021 var han partiledare för LDK.
Isa Mustafa slutförde studier i  ekonomi och han är i dag ordinarie professor vid universitetet i Pristina och medlem i Kosovos akademi för vetenskap och konst.
1990 åtalades han av serbiska myndigheter och i landsflykt var han minister för ekonomi och finanser i Kosovos exilregering som leddes av Ibrahim Rugova. I november 2010 blev han vald till partiledare för Kosovos demokratiska förbund. Han var Pristinas borgmästare två gånger under perioden 2008-2013.
Den 9 december 2014 valdes han till Kosovos premiärminister i enlighet med avtalet i den koalition som utgörs av Kosovos demokratiska parti och Kosovos demokratiska förbund.
Efter dåliga resultat i parlamentsvalet 2021, sa han upp sig som partiledare för LDK och efterträddes av Lumir Abdixhiku den 15 mars.